# Peter Wright (jésuite)
Pour les articles homonymes, voir Peter Wright et Wright.
Le bienheureux Peter Wright, né en 1603 à Slipton, dans le  Northamptonshire (Angleterre) et mort (exécuté) le 19 mai 1651 à Tyburn (Londres), était un prêtre jésuite anglais, aumônier militaire. Mort par fidélité à la foi catholique il est considéré comme martyr et fut béatifié en 1929 par le pape Pie XI.

## Biographie

### Jeunesse et formation
Né en 1603, à Slipton (Northamptonshire), dans une famille modeste mais profondément catholique Peter a 11 frères et  sœurs. Aussi, lorsque son père meurt doit-il arrêter ses études pour subvenir aux besoins de la famille. Il trouve un emploi comme scribe auprès d’un avocat. Il travaille durant 11 ans dans ce bureau. Le contact quotidien d’un milieu anticatholique fait qu’il perd la foi. Cherchant l’aventure il s’engage comme mercenaire dans le régiment anglais de Sir Henry Gage, au service du roi d’Espagne dans les Pays-Bas méridionaux. Il est vite dégouté de la vie militaire. Ce n’est pas ce qu’il cherche; il déserte.
Revenant à des sentiments plus ‘catholiques’ il songe faire un pèlerinage à Rome, mais, en visite à Liège, il rencontre les jésuites anglais qui y dirigent le collège pour jeunes catholiques en exil. C’est auprès d’eux qu’il est formellement réconcilié avec l’Église catholique. En 1627 il reprend des études au collège des jésuites de Gand, et entre  en 1629 au noviciat des jésuites anglais à Watten. À la fin de ses études de théologie faites à Liège, il est ordonné prêtre en 1639.

### Aumônier militaire
Wright souhaite retourner dans son pays comme missionnaire clandestin, mais il est envoyé comme préfet au collège anglais de Saint-Omer, et ensuite est nommé aumônier militaire auprès des troupes anglaises de Sir Henry Gage, toujours en lutte contre les Hollandais dans les Pays-Bas. Il y rejoint le père Henri Morse, également aumônier.

### Clandestin en Angleterre
Au début de l’année 1644 Wright rentre en Angleterre avec le colonel Henry Gage et son régiment. Lorsque ce dernier meurt, tué lors du siège d'Abington, en janvier 1645, Wright passe au service du marquis de Winchester et réside dans son manoir, y assurant des services pastoraux pour les catholiques des environs.
Il y est surpris par la police le jour de la Chandeleur (2 février 1651), sans doute trahi, alors qu’il célèbre la messe pour un groupe de catholiques. Arrêté, il est emprisonné à Newgate. À son procès le frère de Henry Gage, Thomas Gage, un ex-dominicain et renégat, témoigne que Peter Wright est effectivement un prêtre catholique et qu’il l’a vu plusieurs fois célébrer la messe. Cela entraine la conviction de sa ‘culpabilité’. Le 17 mai 1651, il est condamné  à mort. L’ambassadeur d’Espagne intervient en sa faveur mais en vain.

### Exécution capitale
Deux jours plus tard (19 mai 1651) alors qu’il est emmené vers l’endroit de l’exécution (Tyburn) une foule de quelque 2 000 personnes est présente dans les rues. Arrivé à l’échafaud il s’adresse à la foule : « Amis, le passage vers l’éternité est un court voyage... On m’a emmené ici convaincu du seul crime d’être prêtre. Je reconnais volontiers être prêtre. Je reconnais être catholique. Je reconnais être un religieux de la Compagnie de Jésus. Ce sont les raisons pour lesquelles je meurs. La seule raison pour laquelle je meurs est ma foi catholique. Et pour cette cause je donne volontiers ma vie en sacrifice ».
Peter Wright meurt, pendu à Tyburn le 19 février 1651. Après sa mort son corps est décapité et écartelé. Il avait 48 ans. Béatifié par Pie XI le 15 décembre 1929 il est liturgiquement commémoré avec les autres martyrs d’Angleterre et Galles le 1er décembre. Individuellement il est commémoré le 19 février.

## Source
- Joseph N. Tylenda: Jesuit Saints and Martyrs, Chicago, Loyola University Press, 1984, 503p.